# 3-й проезд Марьиной Рощи
3-й прое́зд Ма́рьиной Ро́щи — улица на севере Москвы в районе Марьина Роща Северо-Восточного административного округа к северу от улицы Сущёвский Вал.

## Расположение
Идёт параллельно 4-му проезду Марьиной Рощи на севере и 2-му проезду Марьиной Рощи на юге. Имеет длину около 1 километра, проходит с востока на запад. Начинается от 4-й улицы Марьиной Рощи, пересекает 3-ю и 2-ю улицы Марьиной Рощи, Шереметьевскую и Октябрьскую улицы и на пересечении с 1-м Стрелецким переулком и 1-й Ямской улицей и переходит в Стрелецкую улицу.

## Название
Получил название в 1880-х годах во время застройки этой местности по располагавшейся здесь до этого Марьиной роще и находившейся поблизости деревне Марьино. До 1929 года назывался Левым и Правым 3-и проездами Марьиной Рощи до железной дороги.

## Учреждения и организации
- Дом 5 — ОДС «Импала» Северо-Восточного адм. округа Марьина Роща;
- Дом 40 — Федерация космонавтики России; Военно-строительное объединение Министерства внутренних дел РФ ГУП; Комитет по научно-техническим проблемам Московской торгово-промышленной палаты; корпорация «Компомаш»; компания «Оранта»; «Спецприцеп»; НПО «Техномаш»;
- Дом 40, строение 1 — научно-техническое агентство «Космоэкспорт»; Первый клиентский банк; редакции журналов: «Делаем Сами», «Сам», «Сам себе мастер», «Советы профессионалов», «Дом»; издательство «РОССПЭН»; издательский дом «Гефест»;
- Дом 40, строение 2 — Государственная академическая хоровая капелла им. А. А. Юрлова;
- Дом 40, строение 11 — Московский проектно-изыскательский институт МВД России (МПИИ МВД России);
- Дом 41 — издательство «Просвещение»; журнал «Вестник образования».